# Michal Bystrov
Michal Bystrov (* 30. listopadu 1979, Praha) je český novinář, spisovatel, překladatel, písničkář a básník. Absolvoval VOŠ při Konzervatoři Jaroslava Ježka (hudebně dramatický obor). Studium bohemistiky na FF UK neukončil.

## Publicistika
V novinářské profesi se zabývá zejména kulturou a hudební publicistikou. Začínal jako elév v Českém rozhlase. Mezi lety 1999 a 2013 publikoval stovky recenzí, portrétů, rozhovorů, reportáží a sloupků v Lidových novinách. Pracoval také jako redaktor domácí a zahraniční rubriky, píše o historii. Velkou část článků uveřejnil v LN, Deníku, Reflexu a UNI.
K okruhu autorů časopisu UNI patří od roku 2007, autorem Reflexu je od roku 2015. Další spolupráce: Xantypa (2002), Respekt (2004–2006), Rádio Česko (2011), Crossroads (2011–2012), Aktuálně (2014), Rock & Pop (2013–2015), Rock & All (2015–2017), Reportér (2015–2017), Tři veteráni (2017).
Zaměstnání: redaktor domácího zpravodajství Hospodářských novin (2007), redaktor kulturní rubriky centrální redakce Deníku (2008–2009), redaktor ČRo 7 (2011), redaktor kulturní rubriky Lidových novin (2013), redaktor zahraničního zpravodajství centrální redakce Deníku (2017-2018), vedoucí kulturní rubriky centrální redakce Deníku (2018-2020), redaktor magazínu Víkend Deníku (od roku 2020).

## Umělecká tvorba
Autorsky se prosadil knižní trilogií Příběhy písní o historii starých zlidovělých skladeb (Galén 2009–2015). Je autorem básnické sbírky Všechna hvězdná znamení (2020), variací na texty starých bluesmanů Blues na rozcestí (2013) a knížky básní pro děti Nech ten mech, kterou ilustroval Petr Nikl (Nejkrásnější česká kniha roku 2014 v kategorii Literatura pro děti a mládež). Spolu s Gitou Zbavitelovou přeložil texty Boba Dylana v knize Lyrics/Texty 1962–2001.
Od roku 2004 překládal hudební biografie (Tom Waits, Beatles, Pink Floyd, Bob Dylan, Led Zeppelin, Paul Simon, Freddie Mercury, Bruce Springsteen). Časopisecky publikoval překlady poezie Michaela Ondaatjeho, Richarda Brautigana, Charlese Bukowského a Kennetha Rexrotha.
Od roku 2010 je členem sdružení Osamělí písničkáři. Spolu s Janem Řepkou stál u vzniku akce Karlínský Open Mic (později Vinohradský Open Mic a Open Mic Potrvá). Skládá hudbu, píše texty, hraje na kytaru a foukací harmoniku. Vystupuje sám i s kapelou, kromě vlastní tvorby a zhudebňování českých básníků píše i texty pro jiné interprety. Dramaturgicky se podílel na úspěšném projektu Wabi & Ďáblovo stádo. Album Wabi & Ďáblovo stádo: Příběhy písní (Supraphon /Tranzistor 2014) je volně inspirováno jeho stejnojmennými publikacemi.
V roce 2016 sestavil obsáhlou antologii Od samomluvy k chóru aneb Písniček se držte! s podtitulem Čtení o české lidové a zlidovělé písni. V roce 2017 se stal editorem knihy Neučesané vzpomínky Vladimíra Bystrova. Roku 2019 přišel s knihou literárně historických bádání Příběhy spadlé pod stůl (a zametené pod koberec). V roce 2020 vydal knižní rozhovor se zpěvákem Michalem Prokopem (Michal Prokop – Ztráty a návraty) a se spoluautory Martou Bystrovovou a Zdeňkem Hazdrou publikoval knihu Dvanáct strun Karla Zicha. K ní patří CD Sám se svou kytarou s bezmála dvacítkou raritních nahrávek Karla Zicha, které vybral a sestavil. Roku 2022 připravil k vydání výbor z kompletního díla J. S. Machara Černovid, napsal biografii Waldemara Matušky Snům ostruhy dát a knihu Od Armstronga k Bécaudovi – Legendy světové hudby v Československu (Jak nás změnily a my změnili je). Za knihu Od Armstronga k Bécaudovi získal v červnu 2023 Cenu Miroslava Ivanova v kategorii Ostatní literatura faktu.
Od roku 2020 je členem Českého PEN klubu.

## Život
Michalův dědeček Nikolaj Bystrov – absolvent práv, novinář a překladatel, československý občan ruského původu – pracoval před válkou na ministerstvu zahraničí. Po osvobození byl z Prahy odvlečen sovětskou tajnou policií a strávil deset let v sibiřském gulagu. Potomek britsko-německého rodu usazeného počátkem 19. století v Rusku byl synem okružního soudce V. N. Bystrova, vnukem profesora Vojensko-lékařské akademie N. I. Bystrova a synovcem Nicholase Johnsona, tajemníka velkoknížete Michaila II. Alexandroviče. V červnu 1918, měsíc před carskou rodinou, byli velkokníže i jeho pobočník zavražděni bolševiky na Urale ve městě Perm.
Syn Nikolaje Bystrova, Michalův otec Vladimír Bystrov (1935–2010) byl významným filmovým novinářem. Od roku 1972 nemohl svobodně publikovat a živil se jako tlumočník a překladatel. Po revoluci stál u vzniku Syndikátu novinářů ČR, časopisu Reflex a deníku Noviny. Později založil vydavatelství Bystrov & synové. Od roku 1993 vedl výbor Oni byli první, shromažďující svědectví o osudech lidí odvlečených po válce z ČSR do sovětských pracovních táborů. Stal se prvním držitelem Ceny Rudolfa Medka, v roce 2007 mu byl propůjčen Řád TGM.
Michalovou matkou je známá novinářka Marta Bystrovová (Švagrová), dlouholetá vedoucí kulturních rubrik Svobodného slova, Týdne a Lidových novin. Žurnalistice se věnoval i jeho starší bratr Vladimír, bývalý šéfredaktor časopisu Strategie, dnes partner mediální agentury Bison & Rose a vydavatel časopisu Marketing & Media.

### Poezie
- Blues na rozcestí, 2013
- Nech ten mech, 2014
- Všechna hvězdná znamení, 2020

### Příběhy písní
- Příběhy písní, 2009
- Příběhy písní (díl druhý), 2011
- Příběhy písní (díl třetí), 2015

### Editor
- Od samomluvy k chóru aneb Písniček se držte! – Čtení o české lidové a zlidovělé písni, 2016
- Neučesané vzpomínky Vladimíra Bystrova, 2017
- J. S. Machar: Černovid, 2022